# Charles Van Havermaet
Charles Van Havermaet, né à Anvers le 28 mai 1868 et mort après 1911, est un peintre, dessinateur et illustrateur belge établi à Londres vers 1900.

## Biographie

### Famille
Charles (Carolus Petrus Maria) Van Havermaet, né rue Provinciale no 264 à Anvers le 28 mai 1868, est le fils de Pierre Van Havermaet (1834-1897), artiste peintre, et de Maria Carolina Joanna Michaelsen (1843-1911).

### Formation
Charles Van Havermaet est étudiant à l'Académie royale des beaux-arts d'Anvers, où son père est professeur. En 1884, il obtient le second prix d'excellence, le quatrième prix de dessin d'après l'antique, le second prix de tête ombrée d'après l'estampe et le sixième prix en proportions du corps humain. Ces trois cours sont dispensés par Edward Dujardin. Parmi ses condisciples, figure l'illustrateur britannique John Hassall. Il est membre du collectif artistique anversois De Scalden, dont il participe à illustration de l'album paru en 1898.

### Carrière

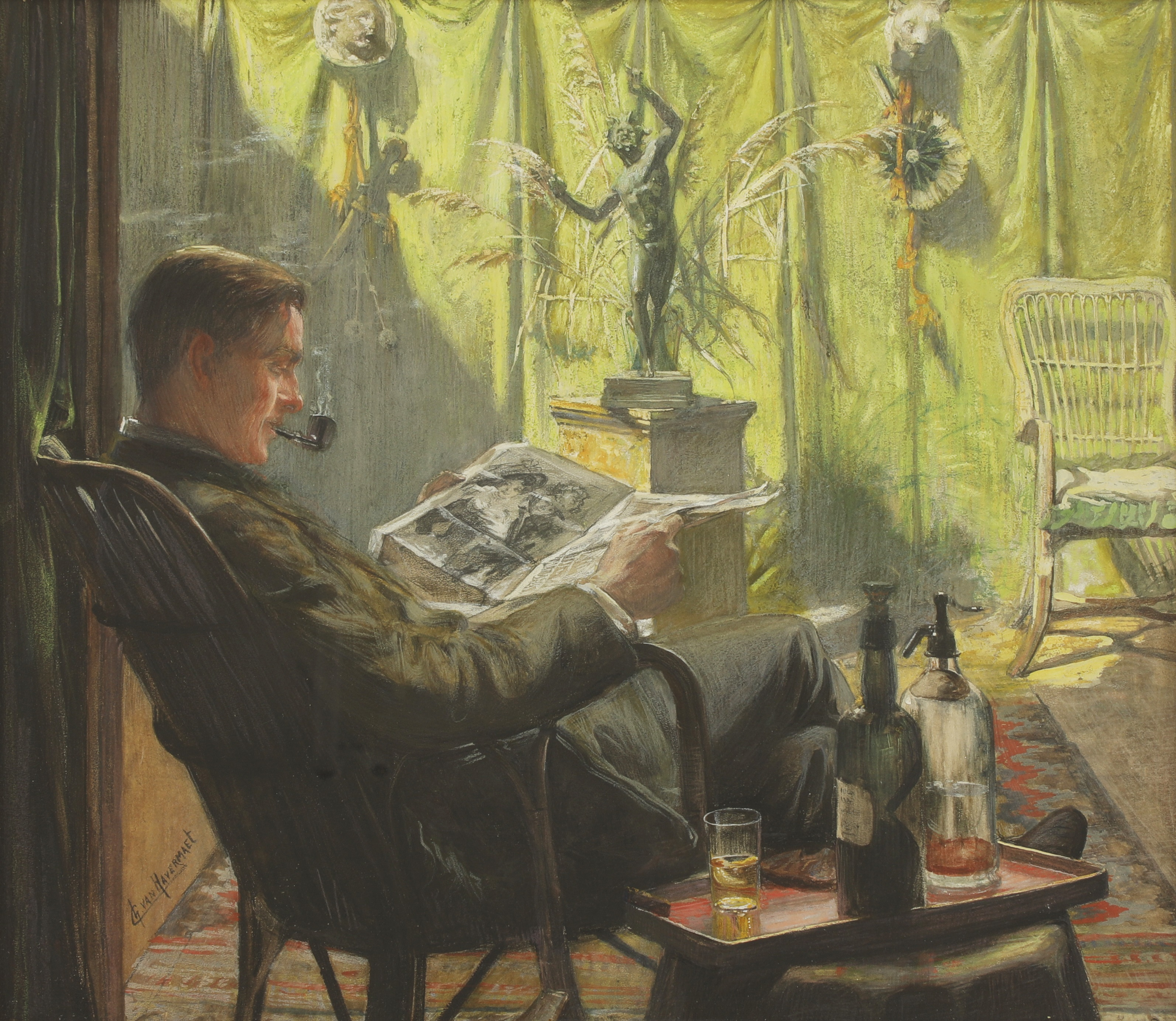
Portrait d'un gentleman.

Présent à plusieurs salons triennaux belges de 1890 à 1903. Il envoie L'Atelier à l'Exposition de Bordeaux de 1895.
Charles Van Havermaet s'établit à Londres vers 1900. Son condisciple John Hassal et lui fondent la New Art School à Kensington, devenue ensuite la Hassall School of Art. H. M. Bateman et Owen Merton comptent parmi leurs élèves.
En 1904, il est désigné afin de réaliser pour la galerie d'art de Pietermaritzburg en Afrique du Sud, une copie du tableau intitulé Couronnement de la reine Victoria, d'après Franz Xaver Winterhalter. À cet effet, le roi Édouard VII autorise Charles Van Havermaet à se rendre durant six semaines au Palais Saint James.
De 1901 à 1911, hormis en 1902, Charles Van Havermaet expose annuellement à la Royal Academy of Arts. Son activité artistique n'est plus documentée après 1911.

## Œuvre

### Thèmes

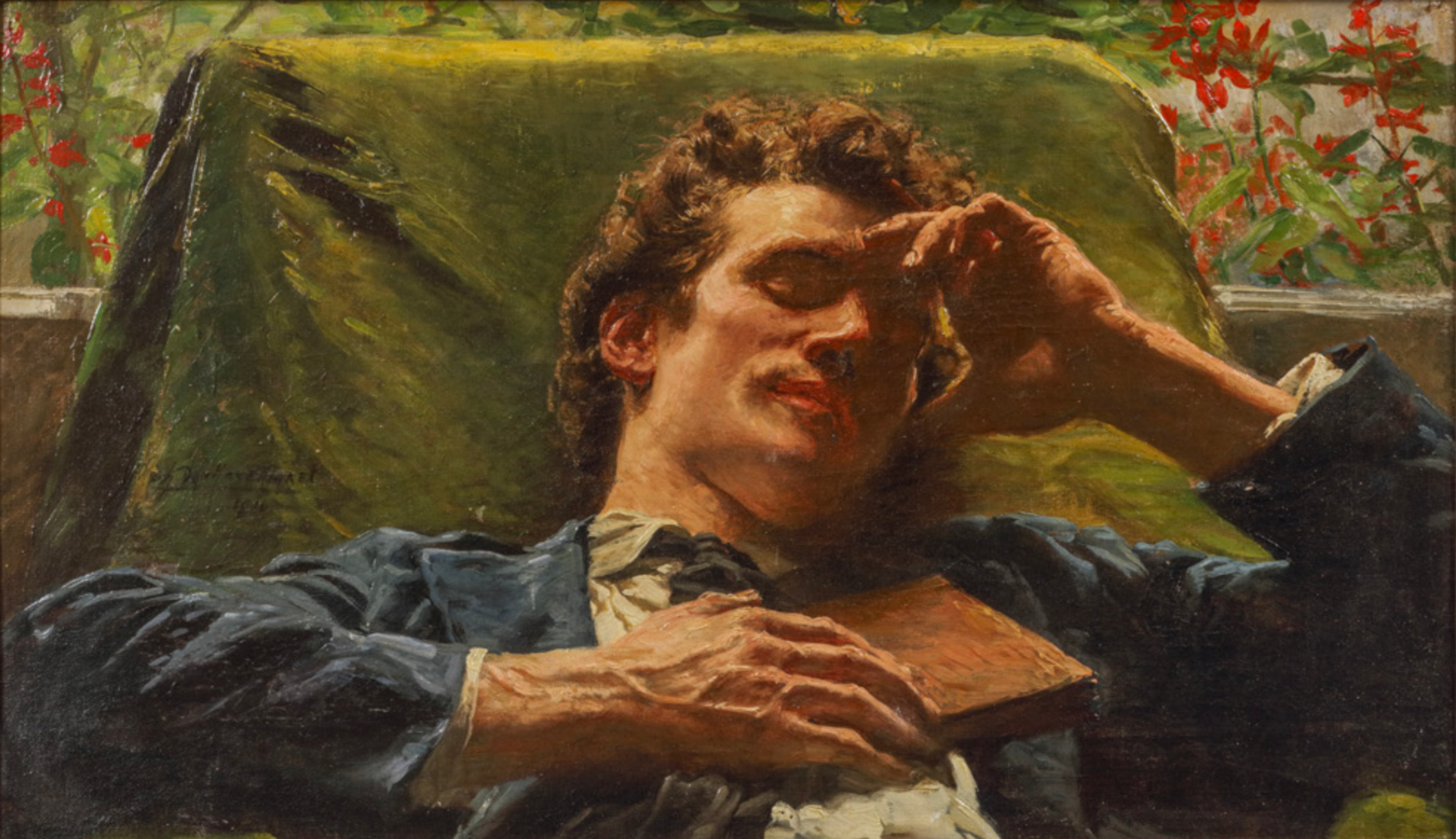
Sommeil paisible (1910).

Son champ pictural couvre les scènes de genre, les portraits, les natures mortes et les allégories.

### Réception critique
Lors du Salon de Bruxelles de 1890, le quotidien belge L'Indépendance belge publie : « Très bon début de M. Charles Van Havermaet qui expose un Job et ses amis, sujet qui n'est point nouveau assurément, mais que le jeune artiste a su traiter de manière à éviter le reproche de plagiat et de banalité. Les figures ont le caractère qui convient à des personnages participant à une action biblique. Elles sont de construction robuste, très bien dessinées et largement peintes. Le Lieu de la scène est une salle basse, où le jour pénètre par deux larges ouvertures pratiquées dans la muraille, sorte de fenêtre sans châssis, bien entendu. Cette disposition donne lieu à de piquants effets de lumière. M. Van Havermaet n'est pas de ceux qui font du plein air en chambre, éclairant leurs figures comme si elles étaient en plein champ. La lumière vive, la demi-teinte et l'ombre jouent dans son tableau comme dans la nature. »

### Expositions en Belgique
- Salon de Bruxelles de 1890 : Job et ses amis[5].
- Salon d'Anvers de 1891 : Prière et vision de Cymodocée, inspiré par Les Martyrs de Chateaubriand et Portrait de mon ami H.[6].
- Salon de Gand (XXXVe) de 1892 : À l'atelier[7].
- Salon de Bruxelles de 1893 : Mort et sommeil et L'Atelier[8].
- Exposition universelle de 1894 à Anvers : Saint Jean, Mort et sommeil, Trop difficile et Portrait de M. E.D.[9].
- Salon de Bruxelles de 1897 : Dolce farniente[10].
- Salon d'Anvers de 1898 : Préparatifs pour la chasse et Dolce farniente[11].
- Salon de Bruxelles de 1903 : Society[12].

### Galerie

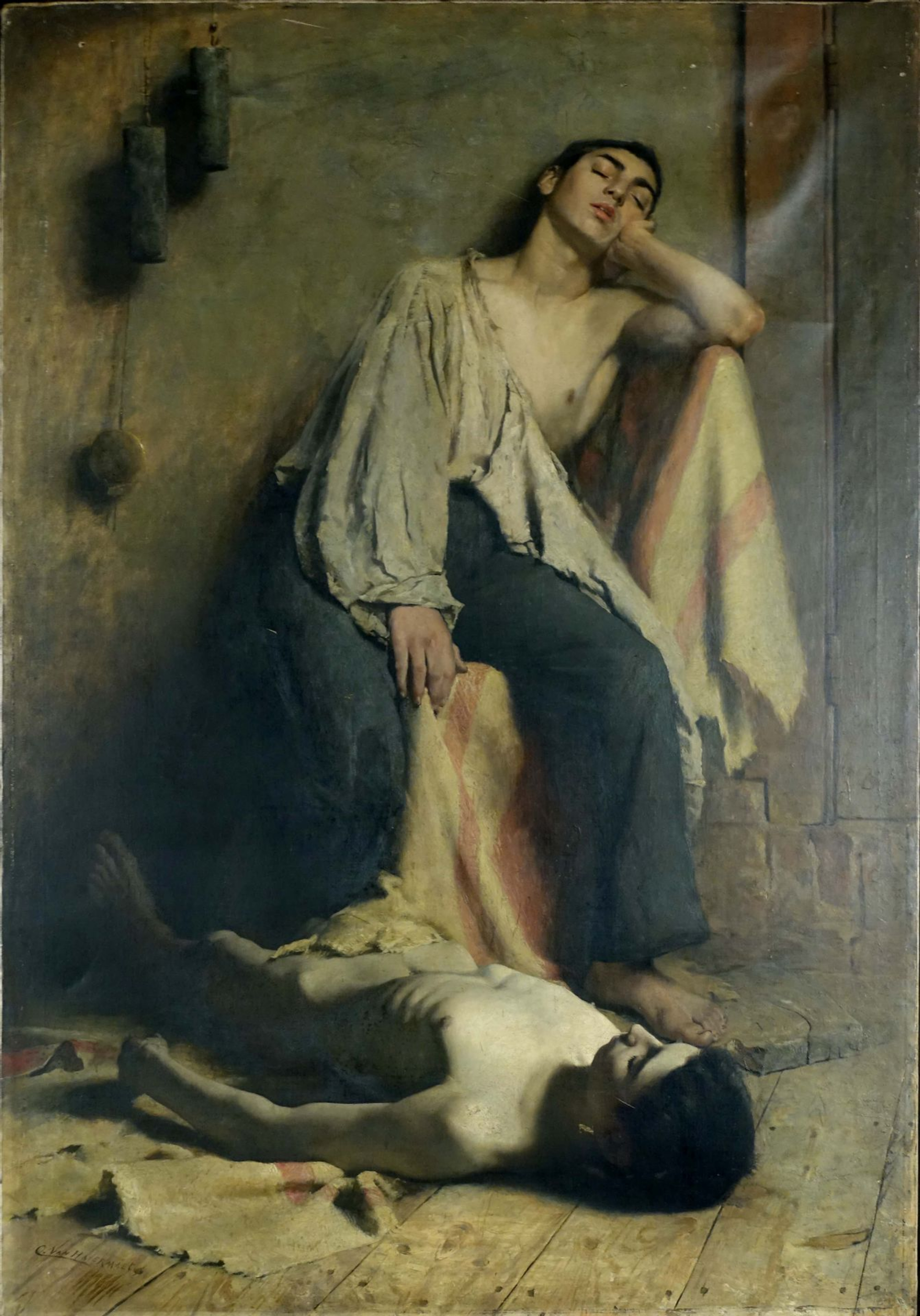
Le Rêve et son frère mort.
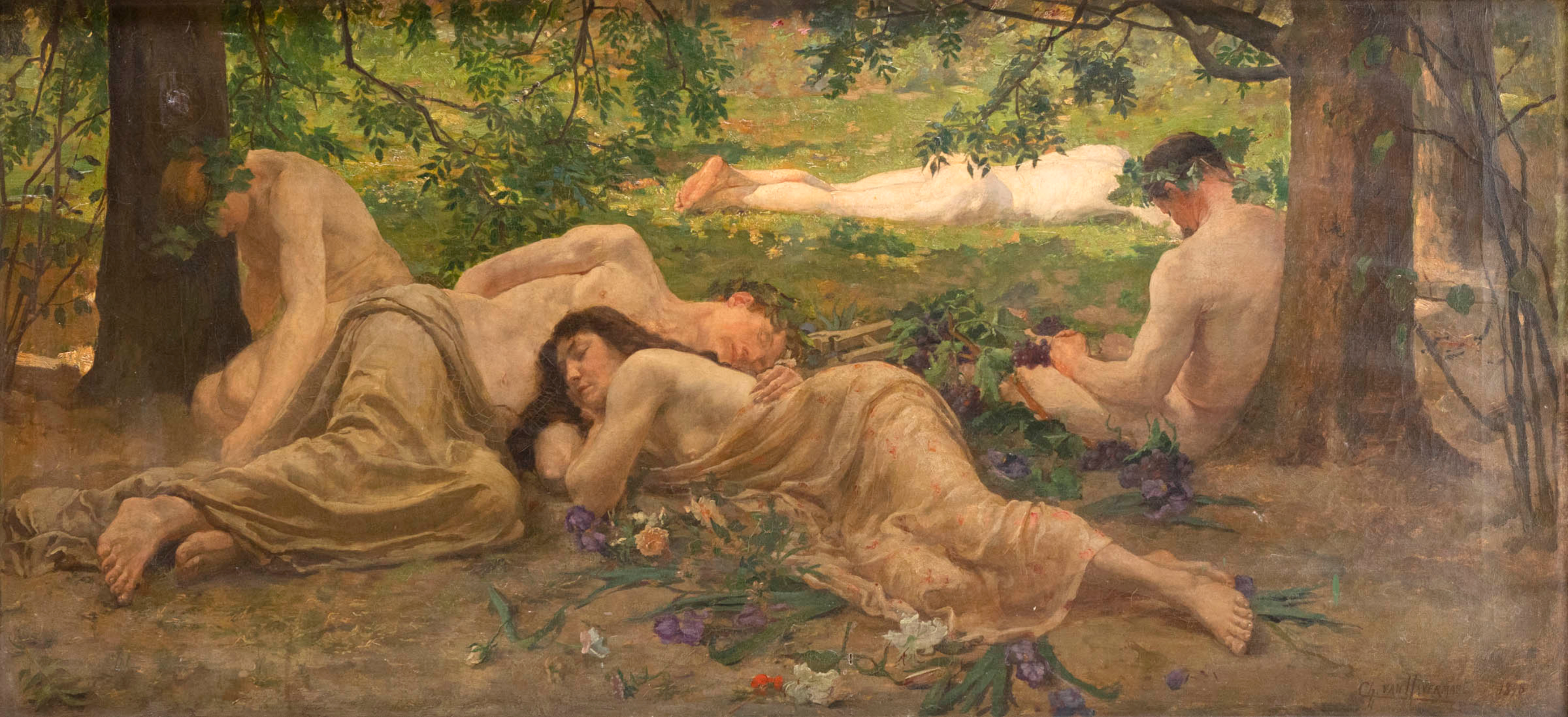
Ivresse (1898).
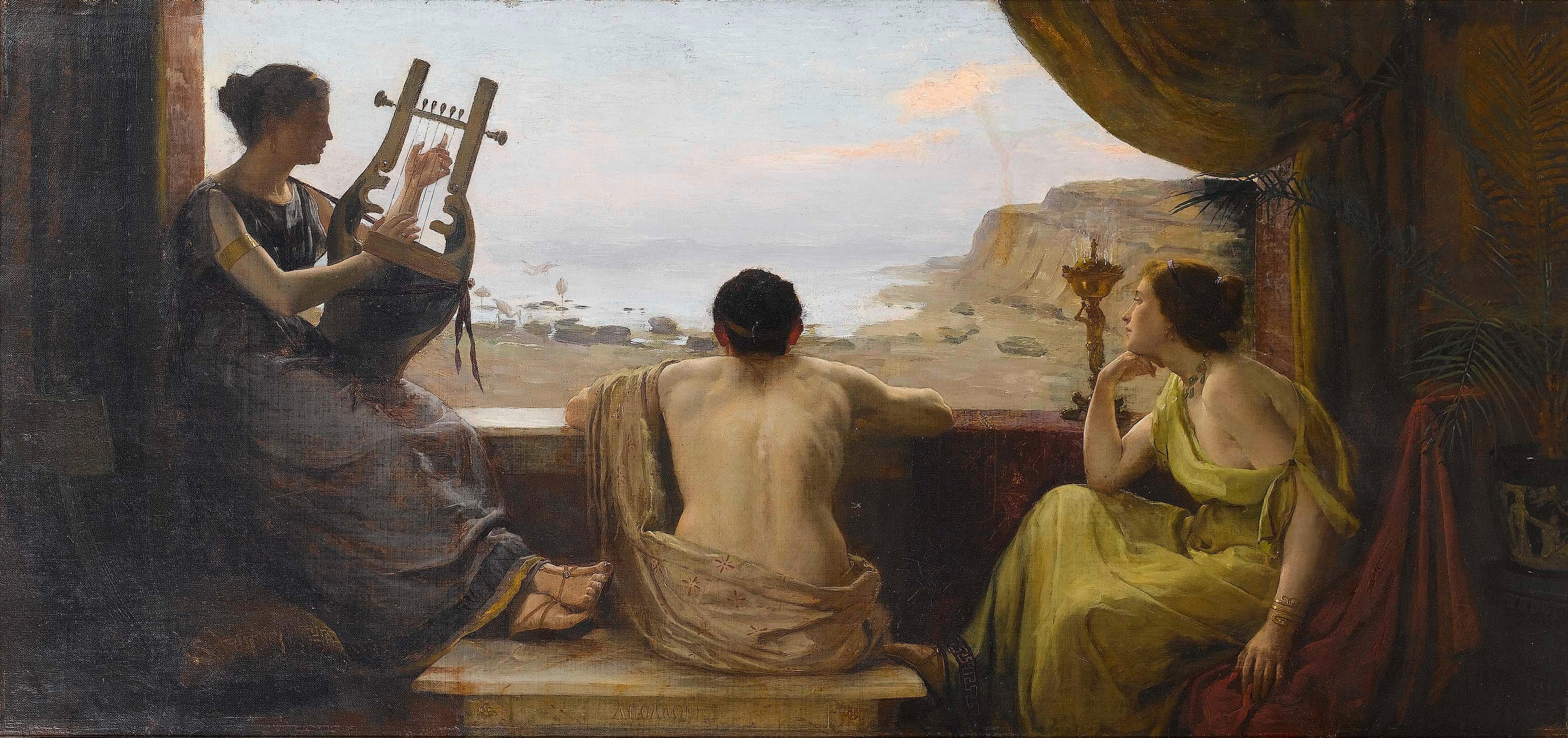
Moment pensif.